# Liz Cambage
Elizabeth "Liz" Cambage (Londres, 18 de agosto de 1991) é uma basquetebolista inglesa naturalizada australiana, que atualmente joga pelo Las Vegas Aces e pela seleção feminina de basquete da Australia. Ela tem 2,03 m e atua como pivô.

## Carreira
No dia 3 de agosto de 2012, ela entrou para a história ao ser a primeira jogadora a efetuar uma enterrada nos Jogos Olímpicos. Ela conseguiu o feito quando a seleção australiana vencia a Rússia por 39 a 33.
Cambage atualmente atua na WNBA pelo Las Vegas Aces e a jogadora com a pontuação mais alta em um jogo da liga, fazendo 53 pontos na temporada de 2017 enquanto defendia o Dallas Wings.